# Rogers (Nebraska)
Rogers es una villa ubicada en el condado de Colfax en el estado estadounidense de Nebraska. En el Censo de 2010 tenía una población de 95 habitantes y una densidad poblacional de 215,76 personas por km².

## Geografía
Rogers se encuentra ubicada en las coordenadas 41°27′51″N 96°54′57″O / 41.46417, -96.91583. Según la Oficina del Censo de los Estados Unidos, Rogers tiene una superficie total de 0.44 km², de la cual 0.44 km² corresponden a tierra firme y (0%) 0 km² es agua.

## Demografía
Según el censo de 2010, había 95 personas residiendo en Rogers. La densidad de población era de 215,76 hab./km². De los 95 habitantes, Rogers estaba compuesto por el 80% blancos, el 0% eran afroamericanos, el 0% eran amerindios, el 0% eran asiáticos, el 0% eran isleños del Pacífico, el 12.63% eran de otras razas y el 7.37% pertenecían a dos o más razas. Del total de la población el 31.58% eran hispanos o latinos de cualquier raza.